# Eaten Back to Life
Eaten Back to Life är det amerikanska death metal-bandet Cannibal Corpses debutalbum, släppt den 17 augusti 1990 av skivbolaget Metal Blade Records.
Albumet är unikt såtillvida att det är det enda i sin genre som kommit in på Billboards Top 200-lista.
Låttexterna handlar om våld, mord, nekrofili, våldtäkter och ruttnande lik. Albumet var bannlyst i Tyskland till juni 2006 på grund av att albumillustrationen ansågs vara för våldsam och osmaklig.

## Låtförteckning
Alla låttexter är skrivna av Chris Barnes om inget annat anges. All musik är komponerad av Cannibal Corpse.
| Nr           | Titel                                | Text                       | Längd |
| ------------ | ------------------------------------ | -------------------------- | ----- |
| 1.           | Shredded Humans                      | Chris Barnes, Jack Owen    | 5:11  |
| 2.           | Edible Autopsy                       | Barnes                     | 4:32  |
| 3.           | Put Them to Death                    | Barnes                     | 1:50  |
| 4.           | Mangled                              | Barnes, Paul Mazurkiewicz  | 4:29  |
| 5.           | Scattered Remains, Splattered Brains | Barnes, Owen               | 2:34  |
| 6.           | Born in a Casket                     | Barnes                     | 3:20  |
| 7.           | Rotting Head                         | Barnes, Owen               | 2:26  |
| 8.           | The Undead Will Feast                | Barnes, Owen, Alex Webster | 2:49  |
| 9.           | Bloody Chunks                        | Barnes                     | 1:53  |
| 10.          | A Skull Full of Maggots              | Barnes                     | 2:06  |
| 11.          | Buried in the Backyard               | Barnes                     | 5:11  |
| Total längd: | Total längd:                         | Total längd:               | 36:21 |

## Medverkande
Musiker (Cannibal Corpse-medlemmar)
- Chris Barnes – sång, (growl)
- Alex Webster – basgitarr
- Rob Rusay – gitarr
- Jack Owen – gitarr
- Paul Mazurkiewicz – trummor

Övriga musiker
- Francis Howard – bakgrundssång
- Glen Benton – bakgrundssång
- Alex Webster – basgitarr
- Paul Mazurkiewicz – trummor
- Bob Rusay – gitarr
- Jack Owen – gitarr
- Chris Barnes – sång

Produktion
- Scott Burns – producent, ljudtekniker
- Brian Ames – omslagsdesign
- Vincent Locke – omslagskonst, logo
- Chris Barnes – logo
- Mike Mulley – foto
- Stephanie Cabral – foto